# Shirokë
Shirokë ([ʃiɾɔk(ə)]; bepaalde vorm: Shiroka) is een plaats in de deelgemeente Shkodër van de Albanese stad (bashkia) Shkodër. Het vissersdorpje is zeven kilometer zuidwestelijk van het stadscentrum gelegen aan de zuidelijke oever van het Meer van Shkodër, nabij de grens met Montenegro — alleen de kern Zogaj ligt nog westelijker — en aan de voet van de Rumijagebergte, in het bijzonder van de Tarabosh. Shirokë is een populaire badplaats bij de stedelingen, hoewel de faciliteiten er beperkt zijn. Net voor de kust van het dorp ligt het kleine onbewoonde eilandje Shaqari, dat door middel van een brug met Shirokë is verbonden en waarop een onafgewerkt bouwwerk staat.
Koning Zog I (1928-1939) liet in Shirokë een vakantieverblijf bouwen.

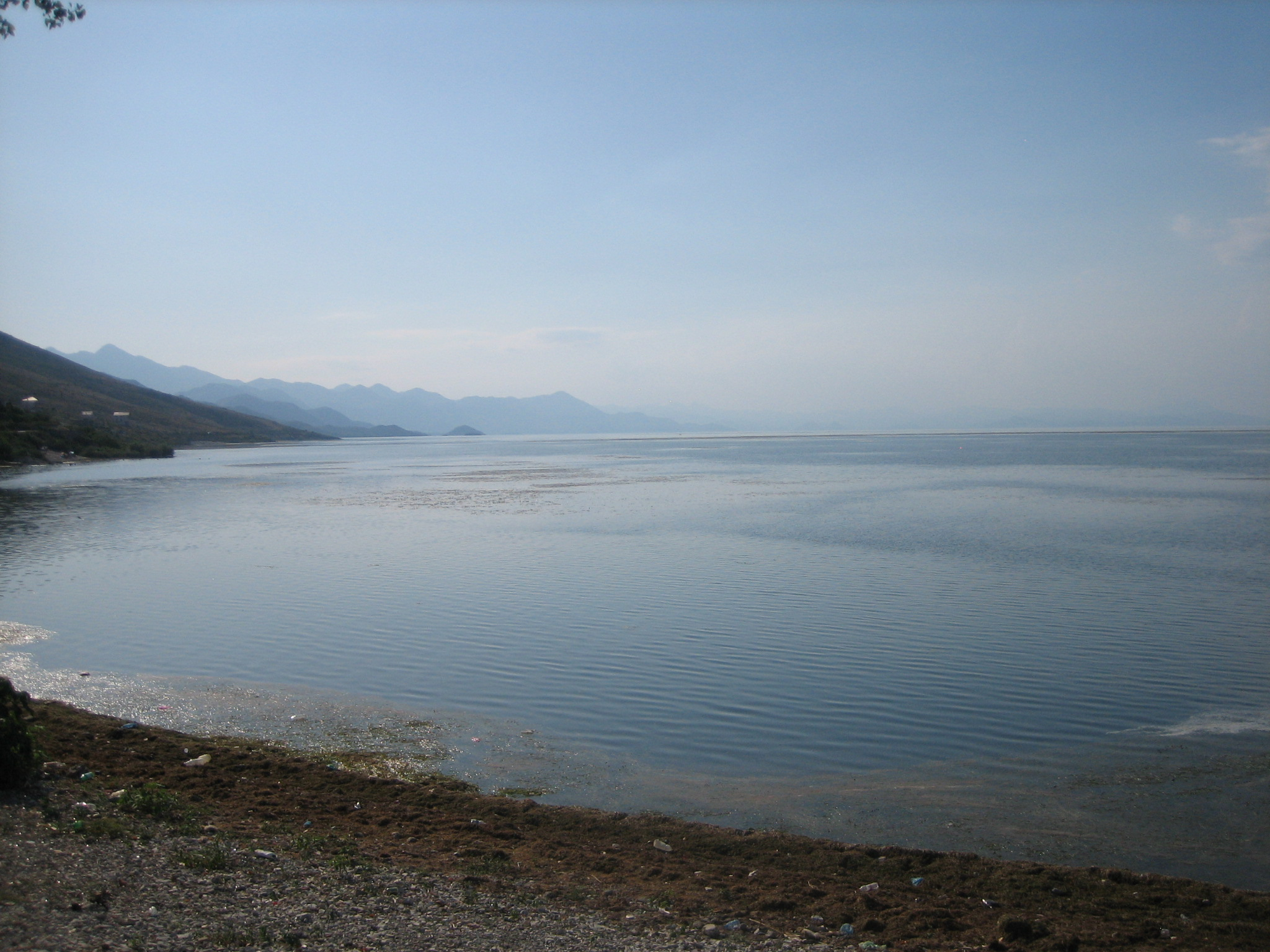
Het Meer van Shkodër vanop het strand in Shirokë

Bërdicë · Dajç · Gur i Zi · Postribë · Pult · Rrethinat · Shosh